# Ole Wej Petersen
Ole Wej Petersen (født 28. august 1955)
er en dansk lektor og politiker for Socialdemokratiet. Han blev borgmester i Ærø Kommune ved
kommunalvalget i 2017 og overtog efter
Jørgen Otto Jørgensen (S) den 1. januar 2018. Han genopstillede ikke ved kommunalvalget i 2021, og blev 1. januar 2022 afløst af partifællen Peter Hansted.